# Тунгуань (Вэйнань)
Тунгуа́нь (кит. упр. 潼关, пиньинь Tóngguān, буквально: «горный проход у реки Туншуй») — уезд городского округа Вэйнань провинции Шэньси (КНР).

## История
При империи Цинь эти места входили в состав уезда Нинцинь (宁秦县).
При империи Хань в 202 году до н. э. была введена специальная чиновничья должность для контроля движения по рекам Вэйхэ и Хуанхэ. Резиденция чиновника была устроена в районе впадения Вэйхэ в Хуанхэ, а окружающая местность была выделена в отдельный уезд, получивший название по этой чиновничьей должности — Чуаньсыкун (船司空县). Во времена диктатуры Ван Мана уезд Чуаньсыкун был переименован в Чуаньли (船利县), но при империи Восточная Хань ему было возвращено прежнее название. В конце существования империи Хань Хуанхэ сменила русло, и в 213 году уезд Чуаньсыкун был расформирован, а его земли были присоединены к уезду Хуаинь.
При империи Северная Вэй был создан уезд Динчэн (定城县). При империи Западная Вэй он был присоединён к уезду Фуси (敷西县), который при империи Суй в 609 году был переименован в Хуаинь.
При империи Тан во времена правления императрицы У Цзэтянь из-за правила табу на имена уезд Хуаинь был в 685 году переименован в Сяньчжан (仙掌县). В 691 году восточная часть уезда Сяньчжан была выделена в отдельный уезд Тунцзинь (潼津县), но в 702 году он был вновь присоединён к уезду Сяньчжан, которому в 706 году было возвращено название Хуаинь.
При империи Мин в 1374 году был создан Тунгуаньский караул (潼关守御千户所), в 1376 году переименованный в Тунгуаньский гарнизон (潼关卫).
При империи Цин в 1724 году Тунгуаньский гарнизон был расформирован, а в 1726 году восточная часть уезда Хуаинь была выделена в отдельный уезд Тунгуань. В 1747 году он был понижен в статусе, и стал Тунгуаньским комиссариатом (潼关厅) Тунчжоуской управы (同州府).
После Синьхайской революции в Китае была проведена реформа структуры административного деления, и в 1913 году управы были упразднены, а Тунгуаньский комиссариат вновь стал уездом Тунгуань.
В 1950 году был создан Специальный район Вэйнань (渭南专区), и уезд вошёл в его состав. В 1956 году Специальный район Вэйнань был расформирован, и уезд стал подчиняться напрямую властям провинции Шэньси. В 1959 году уезды Хуасянь, Хуаинь и Тунгуань были присоединены к уезду Вэйнань.
В 1961 году Специальный район Вэйнань был создан вновь, и восстановленный в прежних границах уезд вновь вошёл в его состав. В 1969 году Специальный район Вэйнань был переименован в округ Вэйнань (渭南地区). В 1994 году постановлением Госсовета КНР были расформированы Округ Вэйнань и городской уезд Вэйнань, и образован городской округ Вэйнань.

## Административное деление
Уезд делится на 1 уличный комитет и 4 посёлка.